# Proasellus gjorgjevici
Proasellus gjorgjevici is een pissebed uit de familie Asellidae. De wetenschappelijke naam van de soort is voor het eerst geldig gepubliceerd in 1933 door Karaman.